# Folke P:son Wetter

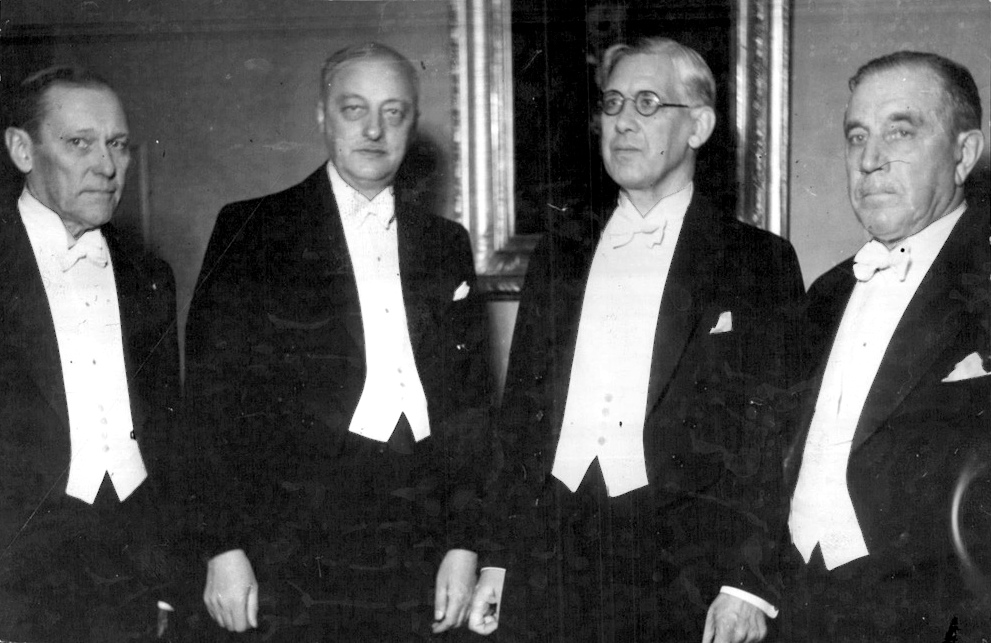
Folke P:son Wetter, längst till vänster, tillsammans med professorerna Åke Holmbäck, Phillips Hult och Thore Engströmer på Juridiska Föreningen i Uppsala.

Folke Gustaf Petersson Wetter, född den 30 oktober 1883 i Jönköping, död den 28 april 1961, var en svensk jurist, son till presidenten G.A. Petersson. 

## Biografi
Wetter var dotterson till domprosten i Växjö, teologie doktor Vilhelm Gustaf Wetter, vars släktnamn han och hans bröder upptog. 
Wetter blev 1904 juris kandidat, 1907 docent, 1910 juris doktor och 1913 professor i straffrätt (till 1948), allt vid Uppsala universitet. 
Wetter var sedan 1917 krigsdomare. Han blev samma år stadsfullmäktig i Uppsala (till 1950) och 1920 sekreterare hos Längmanska kulturfondens nämnd.